# Särkänniemi

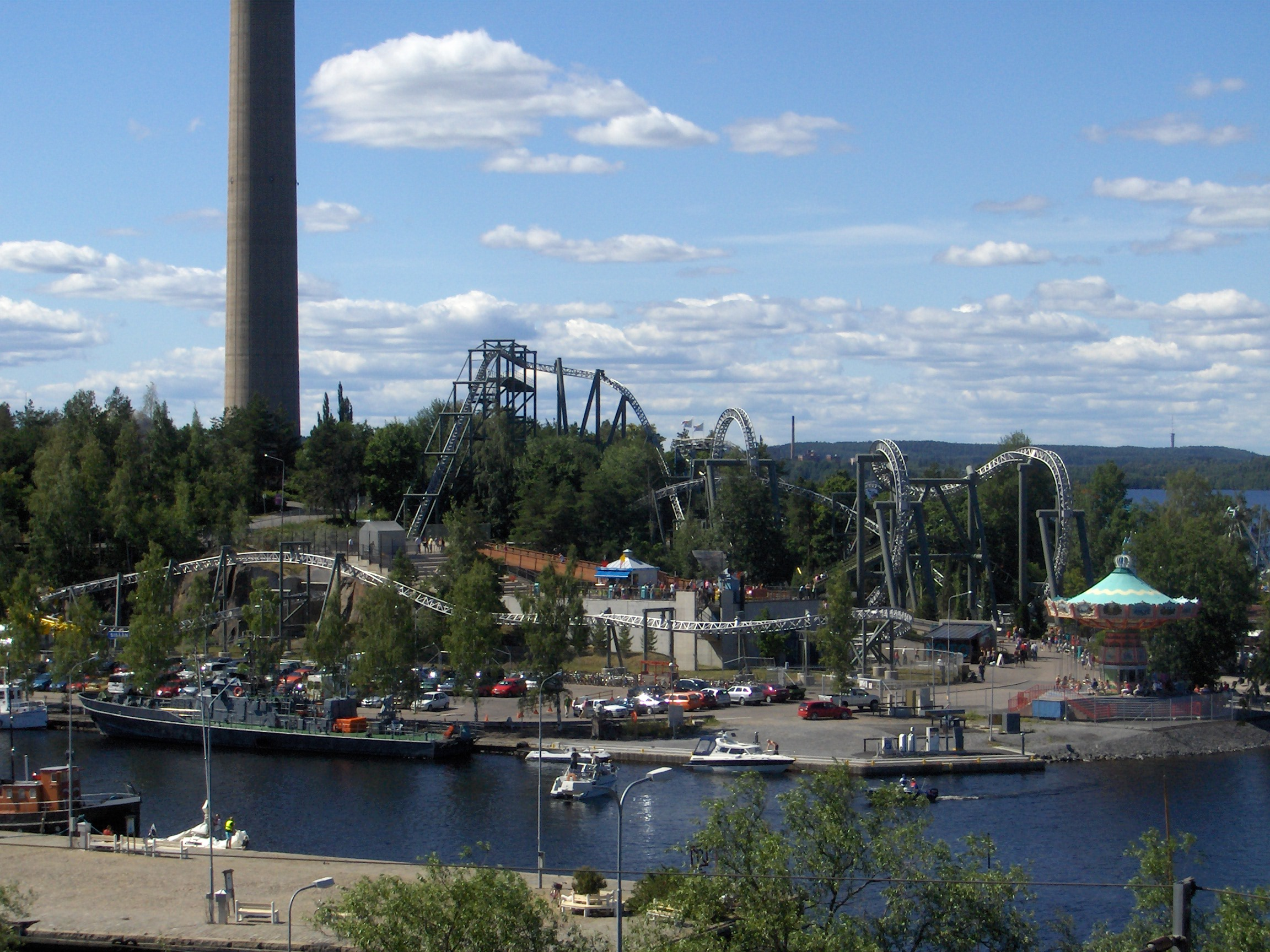
Särkänniemi

Särkänniemi egy szórakoztató park Tamperében, a Näsijärvi partján. A parkban akvárium, planetárium, delfinárium, állatkert, képtár, vidámpark és a Näsinneula kilátótorony található. Särkänniemi Finnország legnépszerűbb szórakoztatóparkja. Hat különböző óriás hullámvasút található itt, többek között a Tornádó, a Trombi és a Jet Star. A Särkänniemi Tampere város tulajdonában van. A szórakoztató parkot 1975-ben nyitották meg. Évente átlagban 700 000 látogatót fogad.

## Története

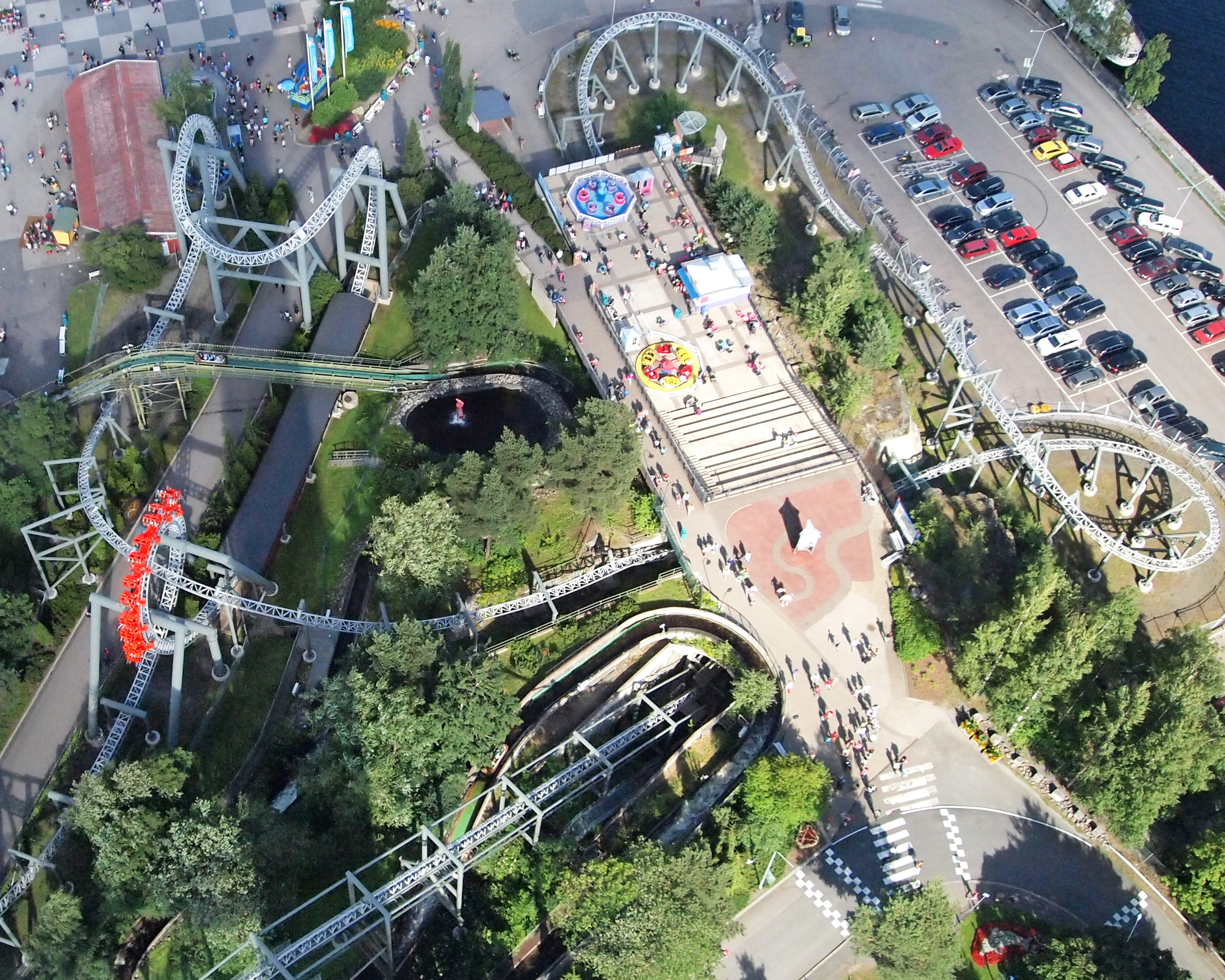
A Tornado felülnézetből

A park első épületei közé tartozott a később átépített akvárium és a planetárium, amelyek 1969-ben nyitották meg kapuikat a látogatók előtt. A város ezek után építtette a Näsinneula kilátótornyot, amelyet 1971. május 1-jén adtak át. 1973 nyarán Leo Lindblom és Lauri Seiterä a Näsinneula tövében felállította ideiglenesen körhintáit. A próbálkozás annyira sikeres volt, hogy a város polgármestere Pekka Paavola a következő nyáron ismét felállíttatta a vidámparkot.
A nagy népszerűség láttán a város tulajdonában lévő Särkänniemi 1975-ben saját hintákat vásárolt a Linnanmäki vidámparktól. 1985-ben megépítették a már 1970-es évek elejétől tervezett delfináriumot.
2001-ben az addig különálló vidámparkot egy közös nagy élményparkká alakították át, amely most már magába foglalja a delfináriumot, a planetáriumot, az állatkertet, az akváriumot és a Näsinneulát is.